# Страища
Страища (на гръцки: Ίδα, Ида, до 1925 година Στράιστα, Страиста) е село в Егейска Македония, Гърция, в дем Мъглен (Алмопия) на административна област Централна Македония.

## География
Селото се намира на 5 km североизточно от Къпиняни, в котловината Мъглен (Моглена).

## История

### В Османската империя
Според преданията селото се е намирало на един километър северно от сегашното си местоположение и се е наричало Грамада. Църквата в селото „Свети Николай“ е построена около 1880 година и е изписана отвътре. Александър Синве („Les Grecs de l’Empire Ottoman. Etude Statistique et Ethnographique“), който се основава на гръцки данни, в 1878 година пише, че в Страиджа (Straïdja), Мъгленска епархия, живеят 480 гърци. Съгласно статистиката на Васил Кънчов („Македония. Етнография и статистика“) към 1900 година в Страища живеят 150 българи-християни и 130 българи-мохамедани.
Цялото християнско население на селото е под върховенството на Цариградската патриаршия. По данни на секретаря на Българската екзархия Димитър Мишев („La Macédoine et sa Population Chrétienne“) в 1905 година в Страища (Straïchta) има 320 българи патриаршисти гъркомани. Населението на селото дава доста участници в гръцката пропаганда – Манолис Николау, Милтиадис Младенис, Димитриос Младенис, Андреас Ицо, Апостолос Бенцис. Особено деен е поп Димитриос Папахристос, който е четник при Павлос Мелас, а по-късно ятак на капитан Никандър Папайоану.
Екзархийската статистика за Воденската каза от 1912 година сочи Северяни с 288 жители българи християни и 158 българи мюсюлмани.

### В Гърция
През Балканската война в 1912 година селото е окупирано от гръцки части и остава в Гърция след Междусъюзническата война в 1913 година. Боривое Милоевич пише в 1921 година („Южна Македония“), че Страище (Страjиште) има 64 къщи славяни християни и 32 къщи славяни мохамедани.
В 1924 година по силата на Лозанския договор мюсюлманското му население се изселва в Турция и на негово място са настанени 112 понтийски гърци, бежанци от Турция. В 1925 година е преименувано на Ида по псевдонима на Йон Драгумис капитан Идас. Драгумис остава в манастира „Свети Мина“ в Новоселци четири месеца по време на така наречената Македонска борба. Според преброяването от 1928 година селото е смесено местно-бежанско с 30 бежански семейства и 112 души. От 738 жители  в 1940 година 492 са местни и 246 са бежанци.
По време на Втората световна и Гражданската война няколко семейства емигрират в Югославия. Селото пострадва силно от Гражданската война.
Част от бежанците напускат селото и се заселват в големите градски центрове и затова към началото на XXI век населението е предимно местно.
Селото произвежка жито, тютюн и десертно грозде, като е известно със своята ракия. Има начално училище, нова църква и детска градина.
| Име     | Име       | Ново име | Ново име | Описание                  |
| ------- | --------- | -------- | -------- | ------------------------- |
| Мейдада | Μεϊντάντα | Ксефото  | Ξέφωτο   | местност на СЗ от Страища |

| Година    | 1913 | 1920 | 1928 | 1940 | 1951 | 1961 | 1971 | 1981 | 1991 | 2001 | 2011 | 2021 |
| --------- | ---- | ---- | ---- | ---- | ---- | ---- | ---- | ---- | ---- | ---- | ---- | ---- |
| Население | 506  | 420  | 503  | 738  | 640  | 723  | 744  | 690  | 671  | 735  | 639  | 570  |

## Личности
Родени в Страища
- Апостол Бенчев (Απόστολος Μπέντσης), гръцки андартски деец[12]
- Димитър Попхристов (Δημήτριος Παπαχρήστου), гръцки андартски деец[12]
- Младен Божинов (Μλαδένης Μποζίνος, Младенис Божинос), агент от втори клас[13]
- Христо Димитров (Χρήστος Δημητρίου), гръцки андартски деец от трети ред, ръководител на гръцката пропаганда в селото, куриер и водач на чети, ръкоположен за свещеник, за да неутрализира екзархийското движение[13]
- Трифон Димитриу (Τρύφων Δημητρίου), гръцки андартски деец от трети клас 1906 – 1908 година[14]